# Sveriges bidrag inom UNEF

Medaljband UNEF I.

Medaljband UNEF II.

Sveriges bidrag inom UNEF var Sveriges fredsbevarande insatser i Förenta nationernas tjänst i United Nations Emergency Force på Sinaihalvön och Gazaremsan efter två krig mellan bland andra Israel och Egypten. Sverige bidrog med en bataljon mellan november 1956 och juni 1967 och personal för bemanning av FN:s sjukhus i Rafah under 1963-1965.
Bataljonerna numrerades löpande där den första bataljonen kallades för ”bataljon 1”. Denna numrering bestod från bataljon 1 till bataljon 9 som inledningsvis var grupperade på Sinaihalvön och senare i Gazaremsan. Efter den nionde bataljonen ändrades numreringen till att endast omfatta udda nummer med start på 11 och med tilläggsbokstaven G för Gazaremsan. Den sista bataljonen nådde numreringen 31G. Den svenska styrkan som bemannade FN-Sjukhuset i Rafah numrerades 1R till 2R.
Under åren som Sverige deltog omkom 13 svenska soldater.

## Sveriges bidrag inom UNEF II
Den andra FN-instsen efter Jom Kippurkriget 1973 kallades UNEF II Sverige bidrog med en skyttebataljon under åren 1973 till 1979. Sverige deltog även i avvecklingen som pågick till april 1980. Inledningsvis omgrupperade Sverige personal från UNFICYP på Cypern där personal ur den snart hemvändande bataljon 50C omgrupperade och döptes om till 50M, där "M" stod för Mellanöstern. 50M avlöstes efter några veckor av bataljon 52M. Efterföljande bataljoner benämndes löpande med jämna siffror upp till den sista bataljonen som kom att få benämningen 74M. Alternativa namn på den sista bataljonen var 74E (Egypten) eller 74ME.
Under åren som Sverige deltog i UNEF II omkom två svenska soldater.

## Svenska grupperingar under UNEF och UNEF II
De svenska grupperingarna under UNEF och UNEF II omfattade:
- Camp Falkenberg i Gazaremsan
- Camp Baldersborg i Gaza
- Camp Göta Lejon i Gazaremsan
- Camp Tre Kronor, Al Nagila, senare Baluza, Sinai
- Camp Sinai, El Qantara Road, senare Hemingway Road, Sinai
- Camp Kung Carl, Supply Road, senare El Tasa, Sinai
- Camp Göta Lejon, Al Nagila, Sinai